# Unión Magdalena
A Unión Magdalena, antiga Asociación Deportiva Unión Magdalena, é um clube de futebol colombiano da cidade de Santa Marta (Colômbia). Manda seus jogos no estádio Eduardo Santos com capacidade para 23.000 pessoas. Atualmente disputa a Primeira Divisão Colombiana.É o clube formador de Carlos Valderrama.

## História
O Unión Magdalena foi fundado como Deportivo Samarios em 10 de março de 1951. O time foi fundado com a ajuda de José Eduardo Gnecco Correa e Eduardo Dávila Riascos e foi formado pela equipe da Hungria FbC Roma quando foi dissolvida após uma turnê na América do Sul. A primeira equipe era composta por 10 colombianos, 8 húngaros, 2 iugoslavos, 1 austríaco, 1 argentino, 1 italiano e 1 romeno. O Deportivo Samarios estreou na liga naquele mesmo ano e ficou em 14º. Naquela temporada, a equipe alcançou o recorde da maior vitória do campeonato colombiano contra o Universidad, com um placar de 12-1.
O clube foi refundado como Unión Magdalena em 19 de abril de 1953. O Unión ganhou apenas um campeonato, em 1968, jogando contra o Deportivo Cali na final, tornando-se o primeiro clube de futebol da região caribenha da Colômbia a vencer um campeonato de futebol na história . Carlos Valderrama, nascido em Santa Marta e um dos mais famosos futebolistas colombianos, iniciou sua carreira neste clube.
Rebaixado em 2005 depois de perder por 3 a 0 para o Deportivo Pereira, o Unión ganhou a promoção automática para a temporada 2019 da Categoria Primera A, depois de jogar 13 anos na liga de futebol da segunda divisão. Apesar de se classificar para as semifinais do Apertura de 2019, o desempenho do Unión no torneio Finalización foi ruim e o clube acabou sendo rebaixado em 29 de outubro depois de perder por 3 a 1 para o Once Caldas.
Listras vermelhas e azuis compõem a tradicional camisa do time, e seu design é inspirado no clube argentino San Lorenzo de Almagro.

## Controvérsia de 2021 e Acesso
Em 4 de dezembro de 2021, última jornada do Grupo B das meias-finais do segundo torneio da 2021 Primera B season, o Unión Magdalena selou a sua promoção à Categoría Primera A após voltando de um déficit de 1-0 contra o Llaneros em Villavicencio com alguns gols em rápida sucessão nos acréscimos para vencer o jogo por 2-1 e ser promovido às custas do Fortaleza, que estava conquistando a promoção com o placar em Villavicencio, apesar de perder sua partida final para o Bogotá ao mesmo tempo. No entanto, imagens de vídeo do gol da vitória do Unión Magdalena pareciam mostrar os jogadores do Llaneros recuando e não tentando evitar que seus rivais marcassem. Os eventos provocaram indignação dentro e fora do país, com os internacionais Colombiano internacionais Juan Cuadrado e Mateus Uribe expressando seu descontentamento, chamando-os de "uma falta de respeito" e "uma vergonha para o futebol colombiano", enquanto o presidente da Colômbia Iván Duque Márquez declarou que era uma "desgraça nacional".
Em resposta à crescente reação negativa, bem como aos pedidos de Fortaleza para anular a partida e reverter a promoção do Unión Magdalena, DIMAYOR presidente Fernando Jaramillo ordenou a abertura de um inquérito sobre os eventos da partida enquanto também solicitando ao Gabinete do Procurador Geral da Colômbia que investigue se algum delito foi cometido, mas em 7 de dezembro de 2021, Jaramillo afirmou que o torneio não seria pausado e a promoção do Unión Magdalena não seria anulada enquanto o devido processo fosse concluído. No entanto r, em meio às investigações em andamento, a partida final do Torneo II entre Cortuluá e Unión Magdalena, que estava originalmente programada para ser disputada em 11 de dezembro de 2021 em Tuluá foi adiada até novo aviso.
Em 30 de dezembro de 2021, a Comissão Disciplinar da DIMAYOR encerrou a investigação sobre o Unión Magdalena, pois não encontrou evidências que impliquem que os membros do referido clube tenham sido responsáveis pelos eventos ocorridos na partida contra o {{[Futebol Llaneros}}, confirmando assim sua promoção à Primera A pela temporada 2022.

## Uniformes

bandeira do departamento de futebol do Magdalena.

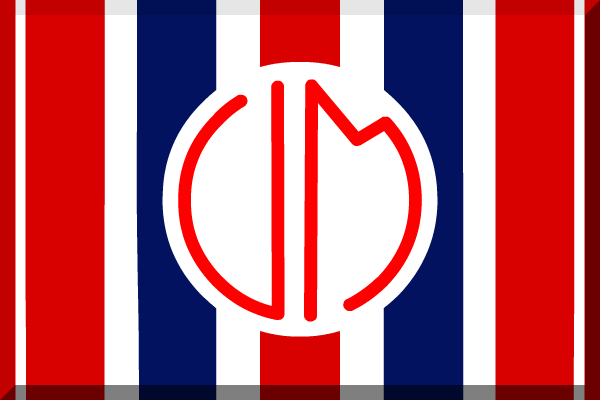
bandeira do Unión Magdalena.

O uniforme do clube é diretamente inspirado nas cores da bandeira do Departamento de Magdalena desde a fundação do time em 1953, embora por muitos anos tenha jogado com um uniforme branco. Para a temporada 2012, seu uniforme continuou com as tradicionais listras verticais San Lorenzo de Almagro, e voltou a usar as roupas da empresa de Bogotá FSS, com a qual havia assinado em temporadas anteriores. Com a troca do escudo, a cor cinza foi adicionada às linhas verticais e horizontais, portanto, as médias do conjunto banana são dessa cor.

## Títulos

### Nacionais
- Campeonato Colombiano: 1 1968 (es).
- Triangular de promoción: 1 2001 (es)